# POLIP Egyesület

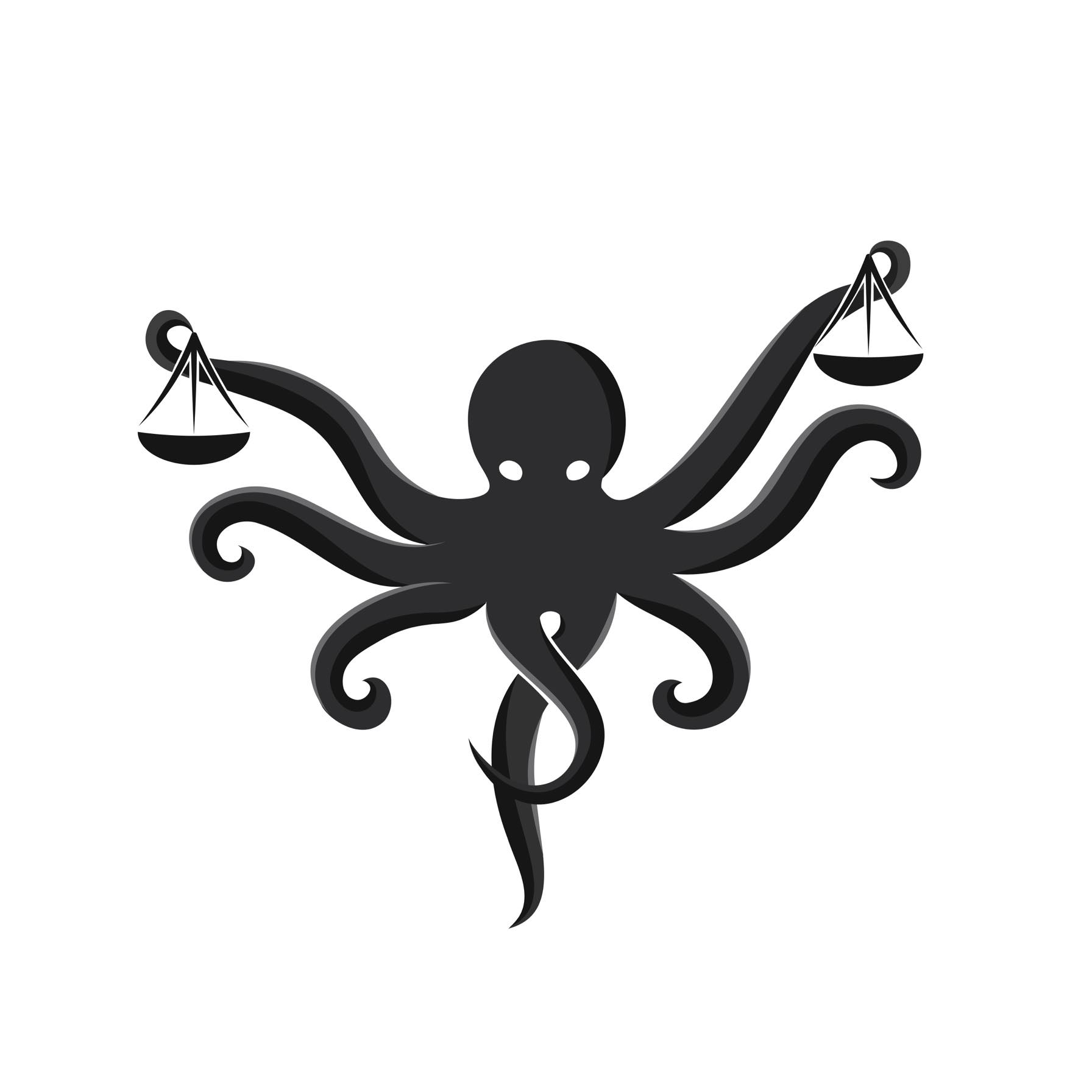
A POLIP Egyesület hivatalos logója

A Politikai Ifjúsági Party Egyesület (rövidítve POLIP Egyesület) egy 2020-ben, fiatalok által megalapított független szervezet, melynek elsődleges feladata, hogy a fiatalokat szórakoztató, egyszersmind edukatív módon bevonja a közéletbe és egy olyan platformot teremtsen, ahol bárki megoszthatja a véleményét, politikai állástól függetlenül.
Az egyesület jelenlegi elnöke: Németh Flóra Fanni
Az egyesület hivatalos székhelye: 1068 Budapest, Városligeti fasor 24.
Az egyesület szlogenje: Kapcsolódj a közélethez! - a POLIP Egyesületen keresztül!

## Célja
A POLIP Egyesület célja, hogy összehozza a közéleti érdeklődésű fiatalokat és párbeszédet teremtsen köztük. Az egyesület alapítói azért hívták életre ezt a kezdeményezést, mert az egyetemi közeg formális jellege miatt sokszor nem képes irányt mutatni a hallgatóknak a jövőjüket illetően. A POLIP eseményei minden esetben azoknak a közéleti érdeklődésű fiataloknak szólnak, akik a közösségi élmények mellett szakmailag is szeretnének előrelépni.
Az egyesület küldetése, hogy a POLIP közössége folyamatosan biztosítsa a fiatalok számára a közélethez való kapcsolódás lehetőségeit és olyan belépési pontokat teremtsen, amelyek élményalapúan közelítenek meg szakmai kérdéseket.

## Története

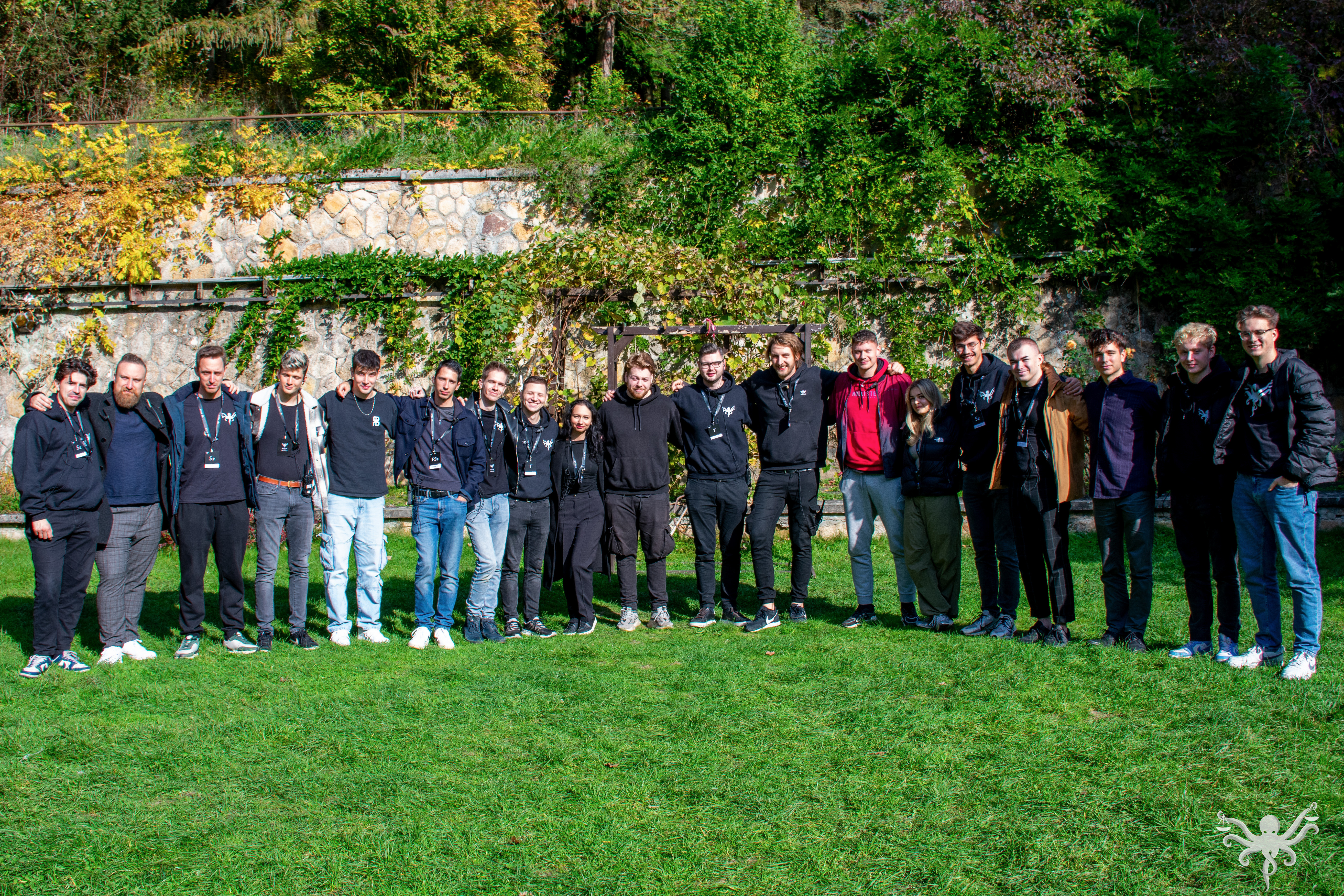
A POLIP Egyesület csapata a kilencedik POLIP Közéleti Táborban

A POLIP Egyesület első eseményét 2019. április 25-27. között szervezték meg Mátraalmáson, habár akkor még a szervezet nem létezett. A szervezők célja az volt, hogy egyetemista ismerőseik számára teremtsenek egy olyan eseményt, ahol szabadon lehet különböző politikai témákat megvitatni és a táborozók megismerhetik a társaik álláspontját.
Az elmúlt években rengeteg tábort, beszélgetést, vitát és egyéb közösségi programot szerveztünk, ahol a közéleti kérdések és témák mellett mindig jutott idő a szórakozásra is! Ezek közül sok rendezvényünk volt már vidéken is, hogy az érdeklődők kiszakadjanak a nagyvárosi légkörből. Szervezetük nem tartozik egyik politikai oldalhoz sem, ők csak egy kapcsolódási pont, egy csatorna a politika iránt érdeklődők között. Állításuk szerint náluk mindenki megtalálja a helyét, akit érdekel a politika.
2024-ben a POLIP nyerte meg a Social Impact Award Hungary társadalmi vállalkozói versenyét, 2025-ben pedig már társszervezőként vesz benne részt.

## Alapító nyilatkozat
„
Az alapítók a Politikai Ifjúsági Party Egyesület (POLIP) létrehozásával egy olyan pártpolitikától mentes, független közösséget hívtak életre, amelyben a fiatalok szakmai és baráti alapon juthatnak közelebb egyes közéleti kérdésekhez.
Az egyesület célja egy olyan tudatos és fiatalos közösségnek a megszervezése, amely érdeklődik a politika, illetve a kapcsolódó tudományterületek iránt.
Az egyesület szintén nagy hangsúlyt fektet azon fiatalokra, akik már ezen területeken folytatnak tanulmányokat, de még nincsen kép a fejükben a lehetséges karrierutakról. 
A POLIP egy olyan közösség létrehozására törekszik, amelyben előítéletektől mentesen a társadalomtudományok és a közélet iránt érdeklődő fiatalokat kapcsolhat össze. Az alapítók meggyőződése, hogy egy ilyen szervezet elősegíti a generációnk közélet iránti fogékonyságát és érdeklődését, illetve tanulmányaik melletti plusz tudásanyag megszerzését teszi lehetővé.”

## Vezetőség
| Név:               | Titulus: |
| ------------------ | -------- |
| Németh Flóra Fanni | elnök    |
| Bernát Barnabás    | alelnök  |
| Hollós Balázs      | alelnök  |
| Kastély Péter      | alelnök  |
| Nagy Márk          | alelnök  |
| Tóth Richárd       | alelnök  |
| Viszkei Bence      | alelnök  |

## Események

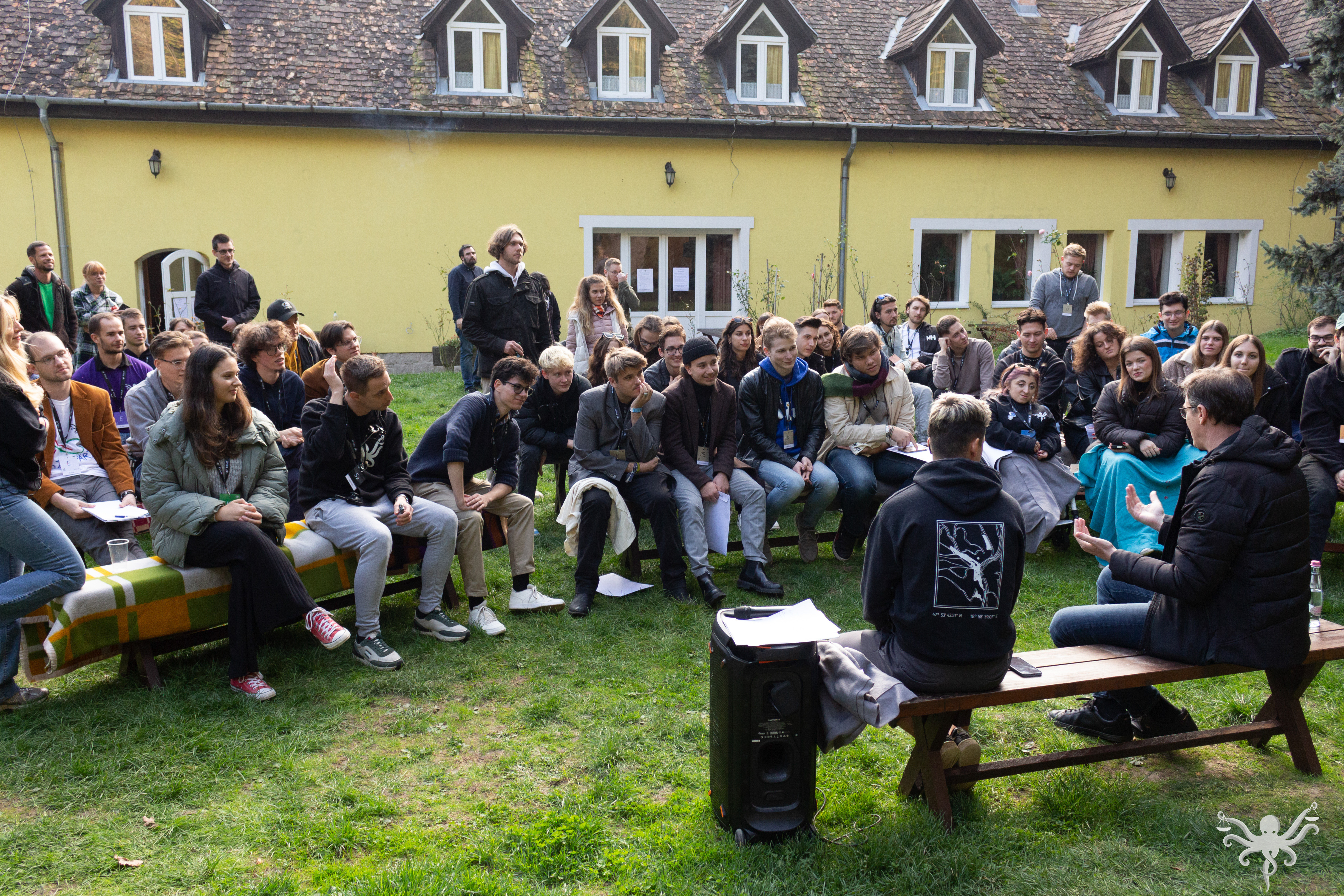
A POLIP Közéleti Tábor részvevői egy beszélgetést hallgatnak meg Karácsony Gergellyel.

### POLIP Közéleti Tábor
Az egyesület legnépszerűbb eseménye a táboruk, amelyet elsőként 2019 tavaszán rendeztek meg, és az itt tapasztalt élményekből indult az egész egyesület alapötlete. Ez egy szerep- és szimulációs játékkal kevert, hétvégi elvonulás, amikor a fiatalabb generációnak lehetősége van közösen értékelni a körülöttük lévő viszonyokat.
Az egyesület független, amely azt jelenti, hogy nem támogatják egyik politikai oldalt sem, és az ő támogatásukat sem fogadják el. Ezzel együtt fontosnak tartják, hogy a fiatalok beszélgessenek egymással és megismerjenek olyan véleményeket is, amelyek nem feltétlenül tükrözik a sajátjukat. Számukra kiemelt fontosságú a vitakultúra, illetve a véleménynyilvánítás szabadsága.

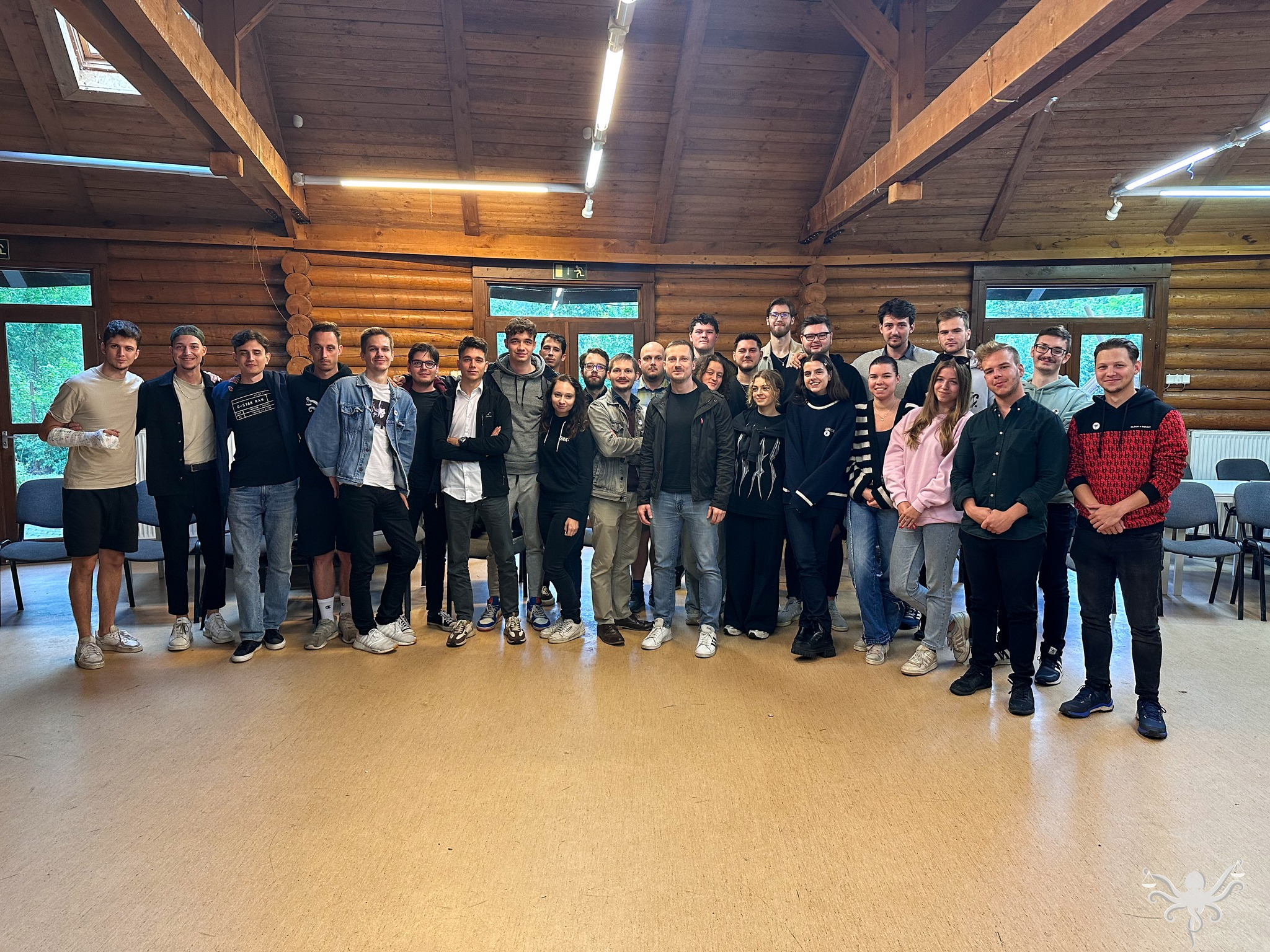
Közös kép az első szabadegyetem egyik vendégével, Soproni Tamással.

### POLIP Szabadegyetem
A POLIP Szabadegyetem egy évente megrendezésre kerülő hétvégi kikapcsolódás, ahol egyrészt lehetőség van a meghívott vendégektől beszélgetéseket hallgatni jelenlegi közéleti kérdésekben, valamint interaktív workshopokon fejleszteni magukat a résztvevők, legyen az a politikai újságírás, a diplomácia, a zöldpolitika vagy a kommunikáció, náluk minden témát megtalálnak az érdeklődők. Másrészt, mint minden POLIP-rendezvénynél, itt is nagy hangsúlyt fektetnek a szórakoztató programokra, így volt már náluk az elmúlt években borkóstoló, kvíz, karaoke vagy csak egyszerű éjszakába nyúló beszélgetés arról, amiről éppen akartak.

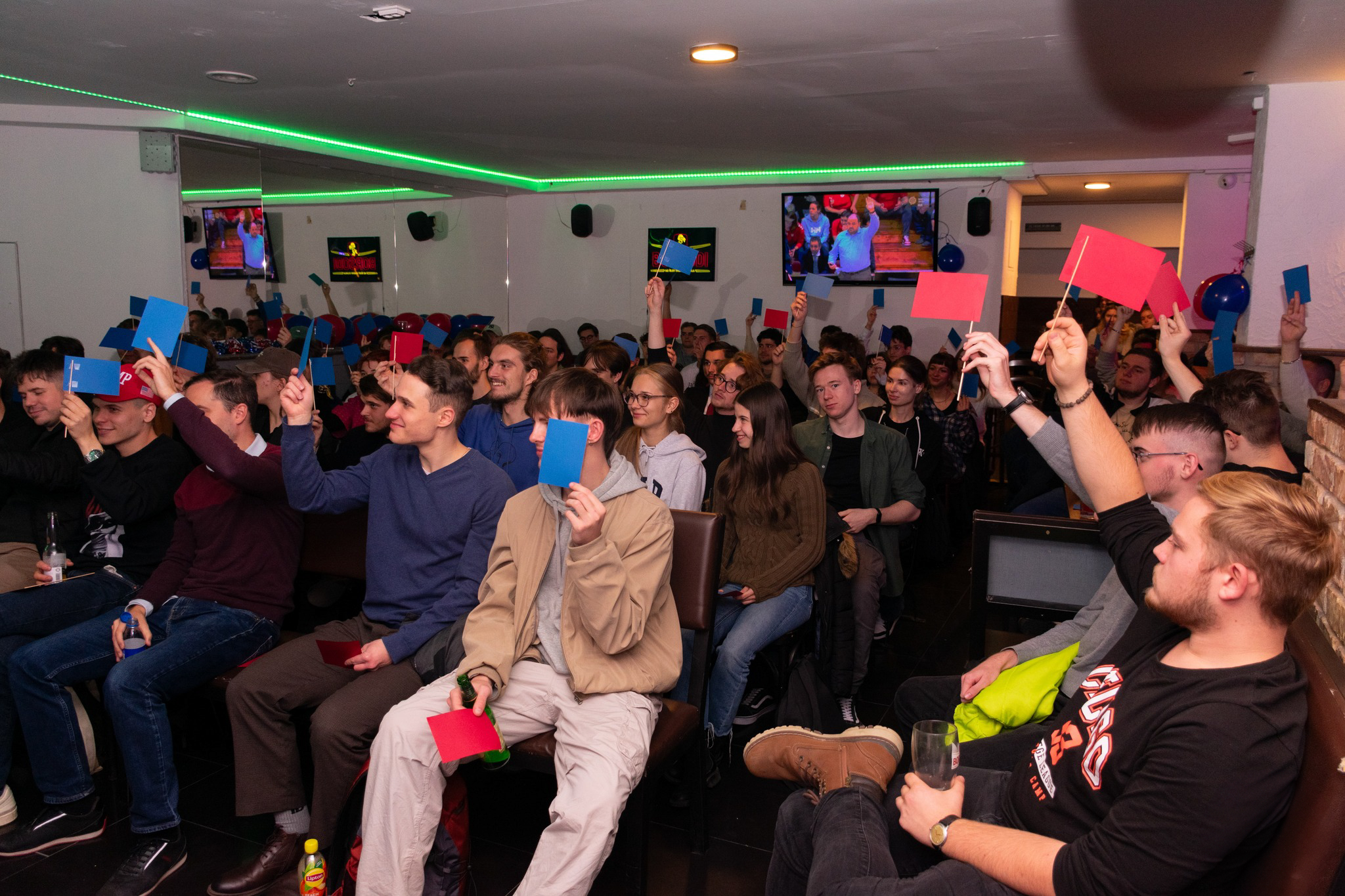
A résztvevők a tematikus POLIP Esten szavaznak, hogy szerintük ki nyeri a 2024-es amerikai elnökválasztást.

### POLIP Est
A POLIP Estek egyestés események, amelyek során jellemzően egy vagy több meghívott vendéggel közéleti beszélgetéseket szerveznek, majd az este egy laza, kötetlen közösségi eseménnyé alakul át, Budapest valamelyik szuper helyszínén. Az elmúlt években több fontos közéleti szereplővel folytatott beszélgetések mellett, tartottak már POLIP Est Extrát, ahol az összes magyar párt ifjúsági szervezete interaktív módon vitatkozott egymással, illetve szerveztek már könnyed kvízestet is.

### Szamizdat
A szervezet mindig is nagy hangsúlyt fektetett a kulturált diskurzus elősegítésére, így az elmúlt években már azt a célt tűzték ki, hogy minél több olyan fiatalt képezzenek, akik bármely, elsősorban közéleti témában megfelelően tudják kifejteni véleményüket. Azért, hogy ezt elősegítsék, létrehozták a Szamizdatot, a saját vitázó eseményüket, amelyet évente több alkalommal rendeznek meg.

### Képzések

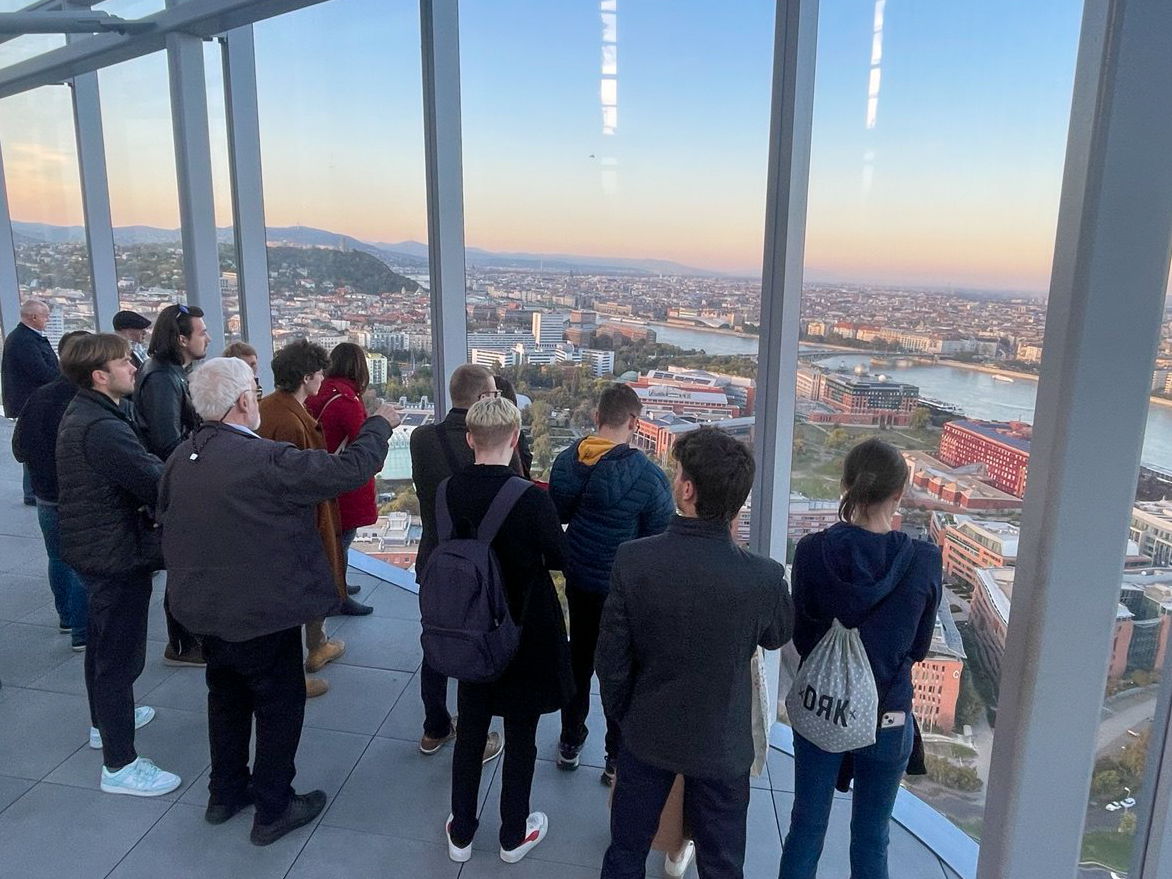
Látogatás a MOL-toronyban

Félévente megrendezésre kerülő szakmai képzéseik betekintést adnak egyes szakterületek teljes egészébe. Olyan népszerű témákban tanulhatnak náluk az érdeklődők mint az önkormányzatiság, a kampányok és média szerepe, vagy akár a civil szervezetek és egyéni kezdeményezések helyzete Magyarországon.
Az oktatási alkalmak során nem csak elméleti, hanem gyakorlati tudást is szerezhetnek a résztvevők, ugyanis kiemelt szerepe van a képzésekhez tartozó interaktív helyszín bejárásoknak is. Így voltak már a Főpolgármesteri Hivatalban, a Józsefvárosi Bérlői Érdekvédelmi Közösségnél, de interaktív városi sétát és urbanisztikai helyszínbejárást is tartottak többek között a MOL-toronyban.